# Jeremias III de Constantinopla
Jeremias III de Constantinopla (em grego: Ιερεμίας Γ΄; m. 1735) foi patriarca ecumênico de Constantinopla duas vezes, entre 1716 e 1726 e entre 1732 e 1733.

## História
Jeremias nasceu entre 1650 e 1660 na ilha de Patmos, onde foi ordenado diácono. Depois, serviu como sacerdote em Halki (Heybeliada) e depois na diocese de Cesareia na Capadócia. Quando o bispo metropolitano da cidade, Cipriano, se tornou patriarca, em 1707, Jeremias o sucedeu como metropolitano.
Sua primeira eleição ao patriarcado ocorreu em 23 de março de 1716 e Jeremias serviu por um longo mandato quando comparado ao de seus antecessores, resistindo a várias tentativas de deposição provavelmente por causa do apoio recebido do recém-criado Império Russo. Em 1 de janeiro de 1718, o metropolitano de Pruoza, Cirilo, foi eleito patriarca em seu lugar, mas Jeremias retornou ao trono logo no dia 17 de janeiro. Em 1720, ele foi preso e seu rival, o patriarca anterior Cirilo IV, reinou entre 10 e 22 de janeiro, quando Jeremias reassumiu o trono. Finalmente, Jeremias foi deposto em 19 de novembro de 1726 depois de entrar em conflito pelo governante da Moldávia Gregório II Gica por causa de sua recusa em conceder o divórcio ao irmão dele e acabou exilado para o Sinai.
Em 1732, Jeremias retornou do exílio e, em 15 de setembro, foi nomeado patriarca novamente. Contudo, depois de apenas alguns meses, em março de 1733, ele foi obrigado a renunciar por causa de uma hemiplegia e se retirou para o Mosteiro da Grande Lavra, em Monte Atos, onde morreu em 1735.

## Patriarca
Questionado pelo czar Pedro I da Rússia sobre a validade de batismos celebrados por protestantes em 31 de agosto de 1718, Jeremias confirmou que não era necessário rebatizar um protestante que se juntasse à Igreja Ortodoxa pois a crisma era suficiente, uma resposta em linha com a data por seu predecessor, Cipriano, em relação ao batismo católico.
Em 1720, Jeremias recebeu permissão do sultão otomano para reconstruir a Catedral de São Jorge, destruída num incêndio anos antes, maior e mais luxuosa na sede do Patriarcado em Phanar. O sultão também reconheceu o Mosteiro da Transfiguração, nas Ilhas dos Príncipes, que foi enriquecido com uma coleção de valiosas pinturas doadas por Pedro I.
Em dezembro de 1723, Jeremias aprovou a supressão, determinada em 1721 por Pedro I, do Patriarcado de Moscou e sua substituição pelo Santíssimo Sínodo.
Depois que os melquitas de Damasco elegeram o pró-ocidente Cirilo VI Tanas como novo patriarca de Antioquia, Jeremias declarou que a eleição de Cirilo era inválida, excomungou-o e nomeou o jovem monge Silvestre como novo patriarca. Jeremias consagrou Silvestre de Antioquia como bispo em Istambul em 8 de outubro de 1724 (27 de setembro no calendário juliano), um evento que separou a igreja melquita entre a Igreja Melquita Greco-Católica e a Igreja Ortodoxa Grega de Antioquia.
Jeremias impôs austeridade nos gastos do Patriarcado, reduzindo suas dívidas e melhorando a situação financeira da igreja.